# 中 (白井市)
中（なか）は、千葉県白井市の大字。郵便番号270-1406。

## 地理
北は名内、北西は河原子、東は名内、河原子、南は折立、西は富塚に隣接している。

## 世帯数と人口
2017年（平成29年）10月31日現在の世帯数と人口は以下の通りである。
| 大字 | 世帯数  | 人口  |
| ---- | ------- | ----- |
| 中   | 293世帯 | 678人 |

## 小・中学校の学区
市立小・中学校に通う場合、学区は以下の通りとなる。
| 番地 | 小学校                 | 中学校             |
| ---- | ---------------------- | ------------------ |
| 全域 | 白井市立白井第二小学校 | 白井市立白井中学校 |

## 施設
- 白井市立白井第二小学校
- 中集会所
- 八幡神社